# Bāsh Kahrīz
Bāsh Kahrīz (persiska: باش كَهريز, باش کهریز) är en ort i Iran.   Den ligger i provinsen Västazarbaijan, i den nordvästra delen av landet, 700 km nordväst om huvudstaden Teheran. Bāsh Kahrīz ligger 1 242 meter över havet och antalet invånare är 764.
Terrängen runt Bāsh Kahrīz är huvudsakligen kuperad, men åt nordost är den platt.Runt Bāsh Kahrīz är det ganska glesbefolkat, med 39 invånare per kvadratkilometer. Bāsh Kahrīz är det största samhället i trakten. Trakten runt Bāsh Kahrīz består i huvudsak av gräsmarker.